# X. izborna jedinica za izbor zastupnika u Hrvatski sabor
X. izborna jedinica za izbor zastupnika Hrvatski sabor izborna je jedinica u Republici Hrvatskoj.
Obuhvaća:
- Cijela Dubrovačko-neretvanska županija
- Južni dio Splitsko-dalmatinske županije:
  - uključujući gradove i općine Hvar, Imotski, Komiža, Makarska, Omiš, Split, Stari Grad, Supetar, Vis, Vrgorac, Baška Voda, Bol, Brela, Cista Provo, Dugi Rat, Gradac, Jelsa, Lokvičići, Lovreć, Milna, Nerežišća, Podbablje, Podgora, Podstrana, Postira, Proložac, Pučišća, Runovići, Selca, Sućuraj, Sutivan, Šestanovac, Tučepi, Zadvarje, Zagvozd i Zmijavci

## Od 1999. do 2022.
Od 1999. do  2022., obuhvaćala je južni dio Splitsko-dalmatinske županije i Dubrovačko-neretvansku županiju i to:
- južni dio Splitsko-dalmatinske županije – gradovi i općine: Baška Voda, Bol, Brela, Cista Provo, Dugi Rat, Gradac, Hvar, Imotski, Jelsa, Komiža, Lokvičići, Lovreć, Makarska, Milna, Nerežišća, Omiš, Podbablje, Podgora, Podstrana, Postira, Proložac, Pučišća, Runovići, Selca, Solin, Split, Stari Grad, Sućuraj, Supetar, Sutivan, Šestanovac, Šolta, Tučepi, Vis, Vrgorac, Zadvarje, Zagvozd, Zmijavci,
- područje Dubrovačko-neretvanske županije u cijelosti.

Bila je definirana Zakonom o izbornim jedinicama za izbor zastupnika u Zastupnički dom Hrvatskoga državnog sabora od 29. listopada 1999. godine, člankom 11. Odluku o proglašenju donio je predsjednik Republike Hrvatske dr Franjo Tuđman 3. studenoga 1999. godine. Potpisnik zakona koji je donio Zastupnički dom Hrvatskoga državnog sabora je predsjednik Zastupničkog doma Vlatko Pavletić.